# Gardez flygplats
Gardez flygplats är en flygplats i Afghanistan. Den ligger i provinsen Paktia, i den östra delen av landet. Närmaste större samhälle är Gardez.